# Collegio di Stirling and Strathallan
Stirling and Strathallan è un collegio elettorale scozzese della Camera dei Comuni del Parlamento del Regno Unito. Elegge un membro del Parlamento con il sistema first-past-the-post, ossia maggioritario a turno unico; il rappresentante del collegio, dal 2024, è il laburista Chris Kane.

## Estensione
Il nome del collegio fa riferimento alla città di Stirling ed alla valle di Strathallan.
Il collegio comprende i seguenti ward del consiglio di Stirling
- dall'ex collegio di Stirling:
  - Bannockburn
  - Trossachs and Teith
  - Forth and Endrick
  - Dunblane and Bridge of Allan
  - Stirling North
  - Stirling West
  - Stirling East
- all'interno di Perth and Kinross:
  - parte di Strathallan dal collegio di Ochil and South Perthshire

## Membri del parlamento
| Elezione | Elezione | Deputato   | Partito   |
| -------- | -------- | ---------- | --------- |
|          | 2024     | Chris Kane | Laburista |

## Risultati elettorali

### Elezioni negli anni 2020
| Partito                    | Partito                                      | Candidato                  | Risultati 4 luglio 2024 | Risultati 4 luglio 2024 |
| Partito                    | Partito                                      | Candidato                  | Voti                    | %                       |
| -------------------------- | -------------------------------------------- | -------------------------- | ----------------------- | ----------------------- |
|                            | Laburista                                    | Chris Kane                 | 16 856                  | 33,86                   |
|                            | SNP                                          | Alyn Smith                 | 15 462                  | 31,06                   |
|                            | Conservatore                                 | Neil Benny                 | 9 469                   | 19,02                   |
|                            | Reform UK                                    | Bill McDonald              | 3 145                   | 6,32                    |
|                            | Lib Dem                                      | Hamish Taylor              | 2 530                   | 5,08                    |
|                            | Verde                                        | Andrew Adam                | 2 320                   | 4,66                    |
|                            |                                              |                            |                         |                         |
| Iscritti                   | Iscritti                                     | Iscritti                   | 76 284                  | 100,00                  |
| ↳ Votanti (% su iscritti)  | ↳ Votanti (% su iscritti)                    | ↳ Votanti (% su iscritti)  | 49 782                  | 65,26                   |
| ↳ Astenuti (% su iscritti) | ↳ Astenuti (% su iscritti)                   | ↳ Astenuti (% su iscritti) | 26 502                  | 34,74                   |
|                            |                                              |                            |                         |                         |
|                            | Esito: collegio a Laburista (nuovo collegio) |                            |                         |                         |